# Peppi en Kokki

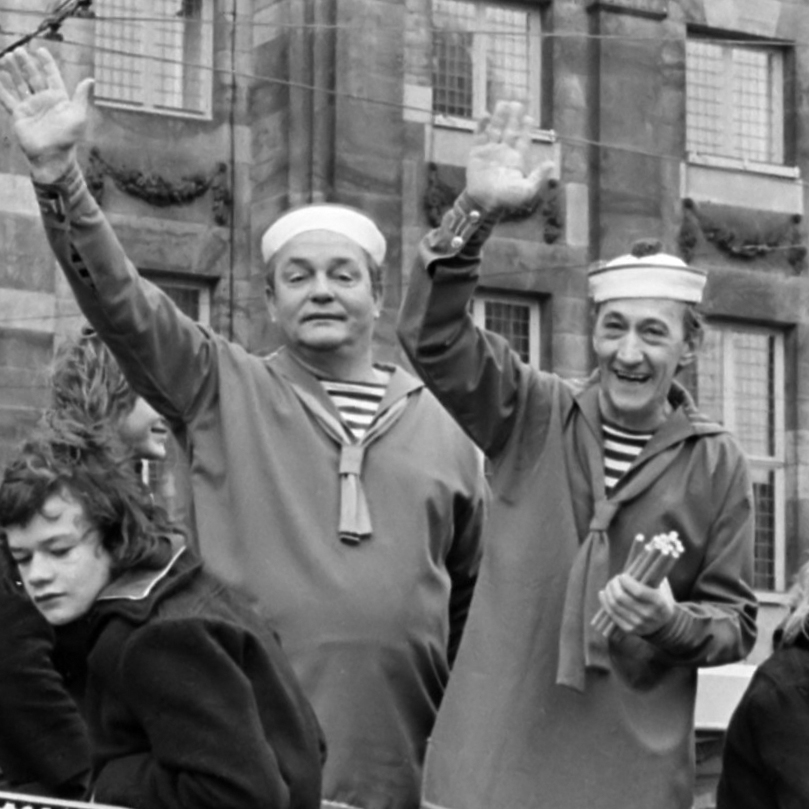
Peppi und Kokki (1974)

Peppi en Kokki (deutsch: Peppi und Kokki) war ein Komikerduo in einer gleichnamigen niederländischen Fernsehserie, das von Gerard van Essen (der dicke Peppi) und Herman Kortekaas (der dünne Kokki) gespielt wurde. Regie führte Nan de Vries, die auch am Drehbuch beteiligt war.
Peppi en Kokki wurde durch Laurel & Hardy inspiriert. Da sich die Serie jedoch vor allem an Kinder richtete, war der Slapstick-Humor auf viel einfacherem Niveau. Wie auch bei den ersten Laurel & Hardy-Filmen handelte es sich um Stummfilme, die jedoch mit Klaviermusik und einem Voice-over, welches das Geschehen auf der Leinwand verdeutlichte, versehen waren. Die harmlosen Geschichten drehen sich um zwei Matrosen, die auf der Suche nach einem Auskommen kleine Abenteuer erleben.
Die Episoden wurden von 1973 an im Kinderprogramm des niederländischen Katholieke Radio Omroep (KRO) gesendet. Bis 1978 erschienen über 78 Folgen. Wegen der Popularität der Serie zogen Peppi und Kokki auch mit Kindertheaterauftritten durch das Land. 1976 erschien auch ein Film mit dem Titel Peppi en Kokki bij de marine.

## Trivia
Die Titelmelodie wurde 1996 im Happy-Hardcore-Hit „Hakke & Zage“ von Gabber Piet verwendet.